# آي لايف
آي لايف هو مجموعة من البرامج التي نشرتها أبل ويأتي مع على كل ماكنتوش تسعة، والذي يتضمن معرض الصور، برامج تحرير الفيديو وبرنامج إنشاء ونشر للموسيقى.

## آي لايف
آي لايف يتكون من سلسلة من التطبيقات المصممة لمساعدة المستخدمين في إدارة «الحياة الرقمية» في عالم الوسائط المتعددة.

## المكونات
آي لايف يتكون من الأصلي 5 تطبيقات متكاملة تماما (وهذا هو القول، أن المستخدم يمكن استخدام المعلومات من كل تطبيق في الأربعة الأخرى):
- فوتو: مدير ومحرر الصور.
- آي موفي: الحل الكامل لتحرير الفيديو الخاص بك.
- آي دي في دي: تأليف محتويات لالدي في دي.
- كاراج باند: تأليف الموسيقي ونشرها.
- آي ويب: إنشاء مواقع ويب (لم تعد موجودة في لايف منذ الإصدار 11)

آي تيونز لم تعد مدرجة في آي لايف منذ إصداره السادس، وهو الآن متوفر للتحميل مجانا من هذا الموقع
آي ويب هو أيضا لم يعد جزءا من مجموعة برامج آي لايف منذ إصداره الحادي عشر، كما أنه لم يعد موزعا من قبل شركة آبل نهائيا.

## وصلات خارجية
- الموقع الرسمي لشركة أبل